# Campeonato Asiático de Atletismo de 2011 - 100 m masculino
A prova dos 100 metros masculino do Campeonato Asiático de Atletismo de 2011 foi disputada entre os dias 7 e 8 de julho de 2011 no Kobe Universiade Memorial Stadium em Kobe,  no Japão. 

## Recordes
Antes desta competição, os recordes mundiais e do campeonato nesta prova eram os seguintes:
|                       | Nome           | Nacionalidade | Tempo | Local  | Data                 |
| --------------------- | -------------- | ------------- | ----- | ------ | -------------------- |
| Recorde mundial       | Usain Bolt     | Jamaica       | 9s 58 | Berlim | 16 de agosto de 2009 |
| Recorde do campeonato | Samuel Francis | Catar         | 9s 99 | Amã    | 26 de julho de 2007  |
| Recorde asiático      | Samuel Francis | Catar         | 9s 99 | Amã    | 26 de julho de 2007  |

## Medalhistas
| Ouro              | Prata                  | Bronze               |
| Su Bingtian (CHN) | Masashi Eriguchi (JPN) | Sota Kawatsura (JPN) |

## Cronograma
Todos os horários são locais (UTC+9).
| Data       | Hora  | Evento    |
| ---------- | ----- | --------- |
| 7 de julho | 10:20 | Bateria   |
| 7 de julho | 17:45 | Semifinal |
| 8 de julho | 18:05 | Final     |

## Resultados

### Bateria
Qualificação: 3 atletas de cada bateria  (Q) mais os  4 melhores qualificados (q). 
| Posição | Bateria | Atleta                    | Nacionalidade          | Tempo | Notas |
| ------- | ------- | ------------------------- | ---------------------- | ----- | ----- |
| 1       | 4       | Su Bingtian               | China                  | 10.41 | Q     |
| 2       | 1       | Barakat Al-Harthi         | Omã                    | 10.45 | Q     |
| 2       | 2       | Masashi Eriguchi          | Japão                  | 10.45 | Q     |
| 4       | 4       | Tsui Chi Ho               | Hong Kong              | 10.48 | Q     |
| 5       | 2       | Samuel Francis            | Catar                  | 10.51 | Q     |
| 6       | 4       | Yasir Baalghayth Alnashri | Arábia Saudita         | 10.52 | Q     |
| 7       | 1       | Yusuke Kotani             | Japão                  | 10.55 | Q     |
| 8       | 3       | Qiang Chen                | China                  | 10.58 | Q     |
| 9       | 3       | Shehan Ambepitiya         | Sri Lanka              | 10.64 | Q     |
| 10      | 3       | Kim Kuk-young             | Coreia do Sul          | 10.65 | Q     |
| 10      | 4       | Fadlin Fadlin             | Indonésia              | 10.65 | q     |
| 11      | 3       | Lai Chun Ho               | Hong Kong              | 10.67 | q     |
| 12      | 2       | Reza Ghasemi              | Irão                   | 10.68 | Q     |
| 13      | 4       | Sota Kawatsura            | Japão                  | 10.69 | q     |
| 14      | 3       | Muhammad Amirudin Jamal   | Singapura              | 10.70 | q     |
| 15      | 2       | Liu Yuan-Kai              | Taipé Chinesa          | 10.72 |       |
| 16      | 1       | Jirapong Meenapra         | Tailândia              | 10.73 | Q     |
| 17      | 4       | Wachara Sondee            | Tailândia              | 10.76 |       |
| 18      | 4       | Hadef Saif Al-Zaabi       | Emirados Árabes Unidos | 10.77 |       |
| 19      | 2       | Elfi Mustapa              | Singapura              | 10.78 |       |
| 20      | 2       | Aymen Mohammed            | Iraque                 | 10.79 |       |
| 21      | 3       | Li Wei-Chen               | Taipé Chinesa          | 10.88 |       |
| 22      | 3       | Eisa Alyouhah             | Kuwait                 | 10.91 |       |
| 23      | 3       | Battulgyn Achitbileg      | Mongólia               | 10.95 |       |
| 24      | 1       | Khalil Al-Hanahneh        | Jordânia               | 11.15 |       |
| 25      | 2       | Franklin Ramses Burumi    | Indonésia              | 11.28 |       |
| 26      | 1       | Mohan Mohan Khan          | Bangladesh             | 11.31 |       |
| 27      | 1       | Pao Hin Fang              | Macau                  | 11.33 |       |
| 28      | 2       | Iong Kim Fai              | Macau                  | 12.61 |       |
| 29      | 1       | Ghloam Shareq Hamkar      | Afeganistão            |       | DSQ   |
| 30      | 1       | Liaquat Ali               | Paquistão              |       | DSQ   |

### Semifinal
Qualificação: 2 atletas de cada bateria  (Q) mais os  2 melhores qualificados (q). 
| Posição | Bateria | Atleta                    | Nacionalidade  | Tempo | Notas |
| ------- | ------- | ------------------------- | -------------- | ----- | ----- |
| 1       | 2       | Su Bingtian               | China          | 10.31 | Q     |
| 2       | 1       | Masashi Eriguchi          | Japão          | 10.36 | Q     |
| 3       | 1       | Qiang Chen                | China          | 10.47 | Q     |
| 4       | 1       | Sota Kawatsura            | Japão          | 10.48 | Q     |
| 5       | 1       | Barakat Al-Harthi         | Omã            | 10.50 | q     |
| 6       | 2       | Yusuke Kotani             | Japão          | 10.52 | Q     |
| 7       | 2       | Fadlin Fadlin             | Indonésia      | 10.56 | Q     |
| 8       | 2       | Yasir Baalghayth Alnashri | Arábia Saudita | 10.62 | q     |
| 9       | 1       | Reza Ghasemi              | Irão           | 10.64 |       |
| 10      | 2       | Tsui Chi Ho               | Hong Kong      | 10.66 |       |
| 11      | 1       | Lai Chun Ho               | Hong Kong      | 10.67 |       |
| 12      | 2       | Shehan Ambepitiya         | Sri Lanka      | 10.68 |       |
| 13      | 2       | Muhammad Amirudin Jamal   | Singapura      | 10.69 |       |
| 14      | 2       | Jirapong Meenapra         | Tailândia      | 10.70 |       |
| 15      | 1       | Kim Kuk-young             | Coreia do Sul  | 10.73 |       |
| 16      | 1       | Samuel Francis            | Catar          |       | DNS   |

### Final
A final da prova ocorreu dia 8 de julho às 18:05. 
| Posição           | Raia | Atleta                    | Nacionalidade  | Tempo | Notas |
| ----------------- | ---- | ------------------------- | -------------- | ----- | ----- |
| Medalha de ouro   | 7    | Su Bingtian               | China          | 10.21 |       |
| Medalha de prata  | 6    | Masashi Eriguchi          | Japão          | 10.28 |       |
| Medalha de bronze | 9    | Sota Kawatsura            | Japão          | 10.30 |       |
| 4                 | 2    | Yasir Baalghayth Alnashri | Arábia Saudita | 10.31 |       |
| 5                 | 5    | Qiang Chen                | China          | 10.33 |       |
| 6                 | 3    | Barakat Al-Harthi         | Omã            | 10.38 |       |
| 7                 | 4    | Yusuke Kotani             | Japão          | 10.39 |       |
| 8                 | 8    | Fadlin Fadlin             | Indonésia      | 10.49 |       |

Legenda
| Recorde mundial       | Recorde mundial (World record)               |                       | Recorde africano                      | Recorde africano (African) |                                           | Q | Classificado por posição (Qualified) |
| Recorde do campeonato | Recorde do campeonato (Championship record)  | Recorde da América    | Recorde da América (Americas)         | q                          | Classificado por melhor tempo (Qualified) |   |                                      |
| Melhor marca do ano   | Melhor marca do ano (World leading)          | Recorde asiático      | Recorde asiático (Asian)              | DNS                        | Não largou (Did not start)                |   |                                      |
| Recorde nacional      | Recorde nacional (National record)           | Recorde europeu       | Recorde europeu (European)            | DNF                        | Não terminou (Did not finish)             |   |                                      |
| Recorde pessoal       | Recorde pessoal do atleta (Personal best)    | Recorde da Oceania    | Recorde da Oceania (Oceania)          | DSQ / DQ                   | Desclassificado (Disqualified)            |   |                                      |
| Recorde da temporada  | Recorde da temporada do atleta (Season best) | Recorde sul-americano | Recorde sul-americano (South America) | NM                         | Sem marca (No mark)                       |   |                                      |